# Alticus
Genre
Synonymes
- Alticus Valenciennes, 1836 (ex Commerson) in Cuvier & Valenciennes[2]
- Damania Smith, 1959[2] [3]
- Lophalticus Smith, 1957[2]
- Rupiscartes Swainson, 1839[2]

Alticus est un genre de poissons marins qui regroupe plusieurs espèces de la famille des Blenniidae, notamment des blennies amphibies.

## Liste des espèces
Selon World Register of Marine Species (20 septembre 2019) :
- Alticus anjouanae (Fourmanoir, 1955)
- Alticus arnoldorum (Curtiss, 1938)
- Alticus kirkii (Günther, 1868)
- Alticus magnusi (Klausewitz, 1964)
- Alticus monochrus Bleeker, 1869
- Alticus montanoi (Sauvage, 1880)
- Alticus orientalis Tomiyama, 1955
- Alticus saliens (Forster, 1788)
- Alticus sertatus (Garman, 1903)
- Alticus simplicirrus Smith-Vaniz & Springer, 1971

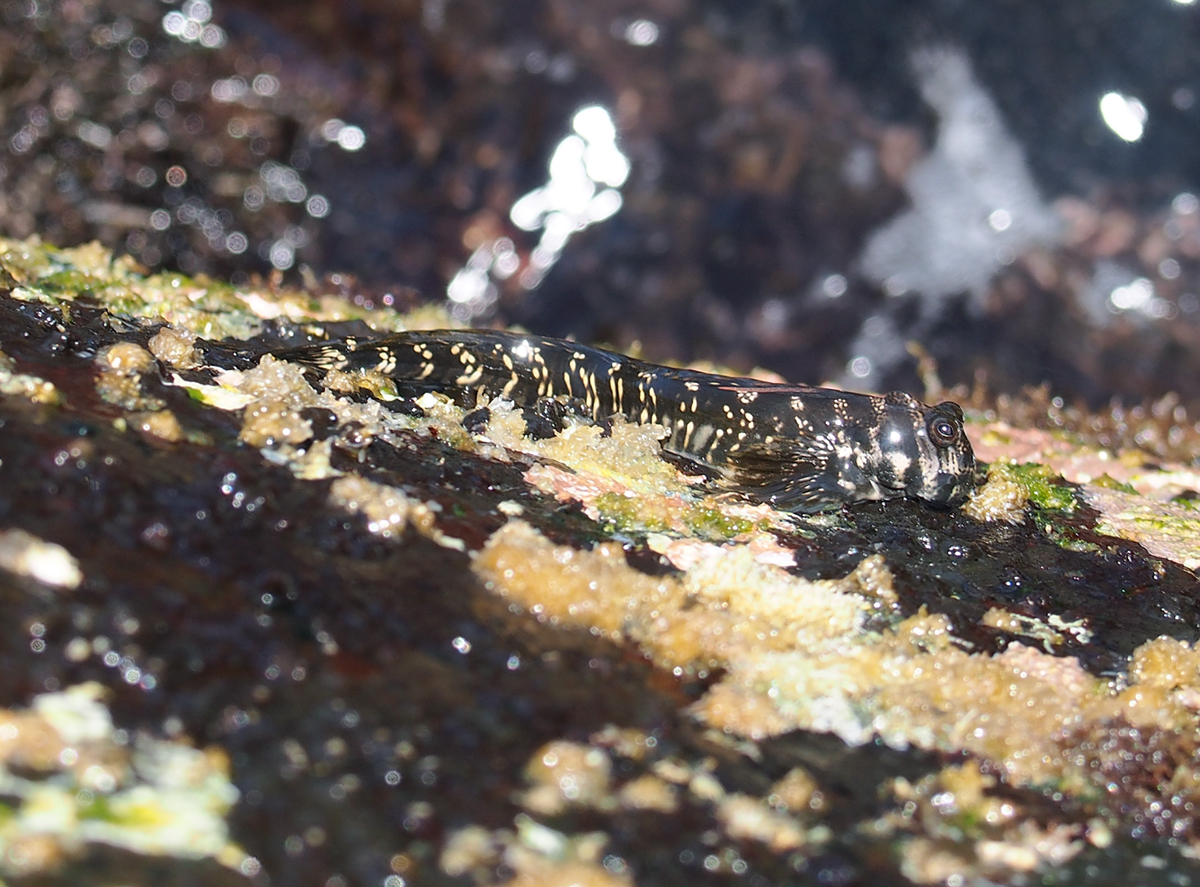
Alticus anjouanae
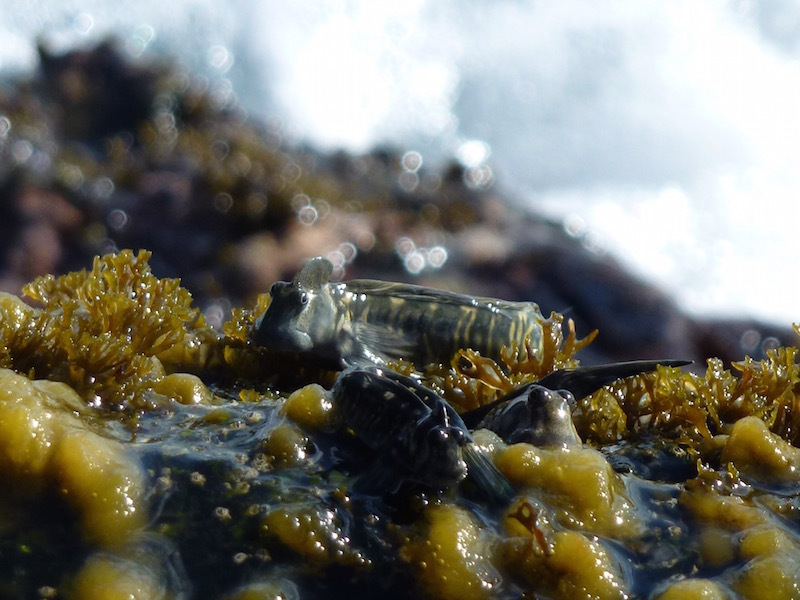
Alticus monochrus
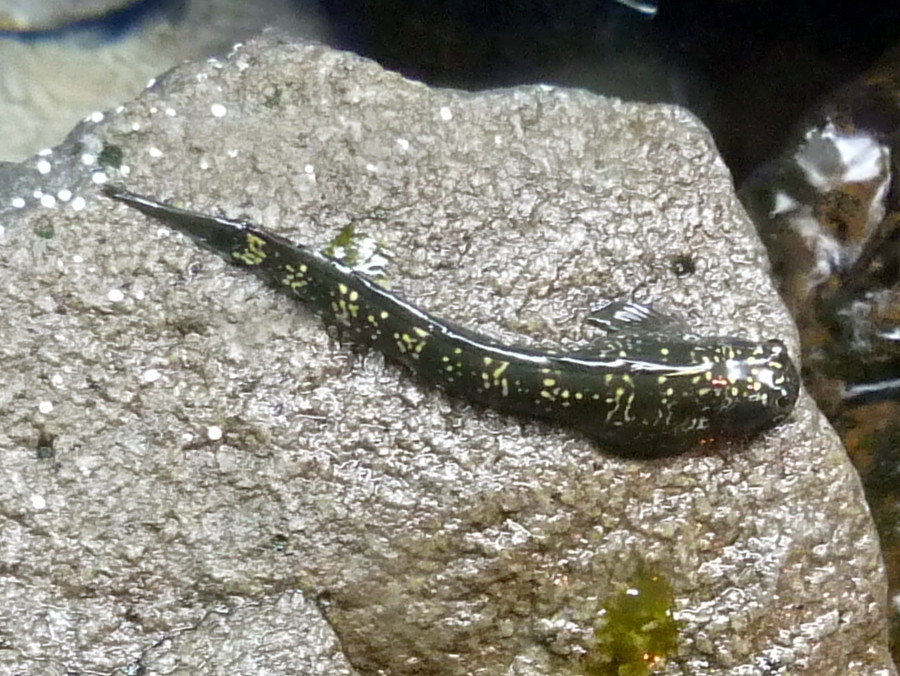
Alticus saliens